# Межвойсковой колледж полевого и штабного командного состава
Межвойсковой колледж полевого и штабного командного состава (ивр.  המכללה הבין-זרועית לפיקוד ולמטה‎) — израильское военное учебное заведение.

## Общие сведения
Междисциплинарный командно-штабной колледж — это учебное заведение оперативной подкотовки для офицеров Армии обороны Израиля. В учреждение обучаются офицеры всех родов войск израильских вооружённых сил.
Офицеры Цахала поступают на учёбу в колледж в преддверии продвижения в звание подполковника, то есть в должности комбата, Старшего офицера рода войск или параллельных им должностях. Учёба в колледже является условием для дальнейшего продвижения по службе.
Командует колледжем офицер в звании Бригадный генерал.

## История колледжа
31 мая 1954 года колледж открылся после подготовки, которая длилась около года.
В 1969 году академические исследования стали частью сотрудничества с Тель-Авивским университетом. В настоящее время исследования проводятся под эгидой Хайфского университета.
В 1989 году было принято решение основать курсы только для сухопутных полевых офицеров и переименовали его в Барак. Курс основан на профессионально-теоретических основах для оперативных сотрудников.
В 2001 году было принято решение объединить все краткие курсы различных родов войск в один курс под названием Афек, и курс Барак (для полевых командиров сухопутных войск) впоследствии Барак был соединён с воздушными и морскими силами и переименован в Алон в честь бывшего генерал-майора Игаль Алона и в свою очередь стал обязательным курсом для должности командира батальона/эскадрилий/крейсера.
Курс Алон длится 10 месяцев и соединяет в себе военное образование в колледже с обучением второй степени магистратуры в Хайфском университете.
Курс Афек длится 4 месяца и направлен на повышение квалификации офицерского состава небоевых частей для получения звания подполковника.
Курс Мальтак для молодых офицеров в звании старших лейтенантов до капитанов сухопутных войск, курс длится два года и сочетает в себе учёбу первой степени бакалавра в Хайфском университете.
Курс Нагадим это два курса (младших и старших) прапорщиков на территории колледжа.